# Matteo Lovato
Matteo Lovato (Monselice, 14 febbraio 2000) è un calciatore italiano, difensore dell'Empoli in prestito dalla Salernitana.

## Caratteristiche tecniche
È un difensore centrale abile in marcatura sull'avversario, e piuttosto rapido sia sulla breve, sia sulla lunga distanza, grazie ad un fisico asciutto che ne favorisce la corsa. Si distingue anche per la bravura nelle letture difensive e negli anticipi, pur non essendo altrettanto a proprio agio nel gioco aereo.
È un destro naturale, dotato di buona tecnica individuale, visione di gioco e precisione negli appoggi, che gli consentono di avviare l'impostazione dalla difesa. Molto duttile tatticamente, può giocare sia in una difesa a quattro, sia su entrambi i braccetti di una difesa a tre.

## Carriera

### Club

#### Gli inizi e il Padova
Cresce nel vivaio del Padova, trasferendosi all'età di 16 anni nel settore giovanile del Genoa. Con la squadra rossoblù partecipa al campionato Under-17, totalizzando 18 presenze impreziosite anche da due reti, finché, nel gennaio del 2018, ritorna in prestito al Padova, non avendo trovato spazio nella primavera genoana.
Nella stagione 2019-20 viene inserito nella prima squadra del Padova, guidata da Salvatore Sullo. Esordisce tra i professionisti ed in Serie C il 25 agosto 2019, all'età di 19 anni, giocando titolare in occasione della partita della prima giornata di campionato vinta per 3-1 in trasferta contro la Virtus Verona. Diventa subito titolare e ottiene 17 presenze in campionato fino a metà stagione.

#### Verona
Il 31 gennaio 2020 è stato acquistato a titolo definitivo dal Verona, con cui ha debuttato in Serie A il successivo 18 luglio, alla 34ª giornata, entrando al posto di Günter nel finale della partita disputata in casa contro l'Atalanta (1-1).
All'inizio della stagione successiva, vista anche la cessione del coetaneo Kumbulla, il tecnico Ivan Jurić lo promuove come titolare. Frenato da alcuni infortuni e dalla concorrenza, totalizza 24 presenze nel campionato chiuso al 10º posto.

#### Atalanta e prestito al Cagliari
Il 31 luglio 2021 viene ceduto a titolo definitivo all'Atalanta dall'Hellas Verona per 8 milioni più 3 di bonus con il 15% che sarò diviso tra Genoa e Padova, suoi ex club. Esordisce con l'Atalanta il 21 agosto, alla 1ª giornata, entrando nel finale della gara vinta 2-1 in trasferta contro il Torino. Il 20 ottobre 2021 esordisce in UEFA Champions League, entrando al posto di Merih Demiral nella partita della fase a gironi persa per 3-2 contro il Manchester Utd all'Old Trafford.
Non trovando molto spazio, il 3 gennaio 2022 viene ceduto in prestito al Cagliari fino al termine della stagione. Ottiene 16 presenze con la squadra sarda che retrocede tuttavia in Serie B all'ultima giornata.

#### Salernitana e prestiti a Torino, Sassuolo ed Empoli
Il 6 luglio 2022 viene ceduto a titolo definitivo alla Salernitana. Appena arrivato, il giocatore sarà già costretto ad esonerarsi dal campo da gioco a causa di un infortunio alla caviglia sinistra. Esordisce con i campani il 2 ottobre, alla 8ª giornata, nella gara persa 5-0 contro il Sassuolo al Mapei Stadium. Nel novembre 2022 subisce un altro infortunio durante una gara contro la Cremonese: il giocatore sarà vittima di un trauma cervicale dopo uno scontro aereo con l'attaccante avversario David Okereke. Termina la sua prima annata agli ippocampi totalizzando 17 presenze in campionato. La stagione successiva il giocatore non riesce a trovare continuità e, per via di prestazioni al di sotto delle aspettative, viene inserito nella lista dei partenti.
In un anno e mezzo mette insieme solo 32 presenze e così il 31 gennaio 2024 passa in prestito al Torino. Debutta ufficialmente con i piemontesi quattro giorni dopo, in un pareggio interno contro la Salernitana. Termina il proprio semestre ai piemontesi totalizzando 13 presenze, con la società che deciderà di non riscattarlo e di rimandarlo alla base.
Il 7 agosto 2024, viene ceduto al Sassuolo, in Serie B, in prestito con diritto di riscatto, commutabile in obbligo al verificarsi di determinate condizioni. Esordisce con i neroverdi il 18 agosto seguente, nel pareggio esterno contro il Catanzaro. A settembre subisce una lesione di alto grado al bicipite femorale della gamba sinistra, rimanendo fuori dai campi per circa due mesi. Tornato in campo, il 15 febbraio 2025 segna il suo primo gol in carriera tra i professionisti, portando in vantaggio i neroverdi nella partita casalinga contro il Brescia, vinta per 2-0. Nel mese di aprile, nonostante la squadra neroverde si sia aritmeticamente assicurata il ritorno in massima divisione, viene annunciato che non sarebbe stato riscattato.
Il 18 agosto 2025 passa in prestito all'Empoli.

### Nazionale
Il 2 ottobre 2020 viene convocato per la prima volta in nazionale Under-21 dal CT Paolo Nicolato; tuttavia, pochi giorni più tardi deve rinunciare alla chiamata a causa di un infortunio. Esordisce in Under-21 il successivo 12 novembre, giocando titolare nella partita valida per le qualificazioni europee, vinta per 2-1 contro l'Islanda in trasferta a Reykjavík. Viene convocato per l'Europeo Under-21 2021, nel quale viene utilizzato in due gare della fase a gironi e nella partita dei quarti di finale persa ai supplementari contro il Portogallo, nella quale viene espulso.
Presente anche nel ciclo successivo, realizza il suo primo gol con l'Under-21 il 27 marzo 2023, nella gara amichevole vinta per 3-1 contro l'Ucraina a Reggio Calabria. Nel giugno seguente, viene incluso nella lista dei convocati per l'Europeo Under-21 organizzato in Georgia e Romania.

## Statistiche

### Presenze e reti nei club
Statistiche aggiornate al 13 maggio 2025.
| Stagione             | Squadra              | Campionato           | Campionato | Campionato | Coppe nazionali | Coppe nazionali | Coppe nazionali | Coppe continentali | Coppe continentali | Coppe continentali | Altre coppe | Altre coppe | Altre coppe | Totale | Totale |
| Stagione             | Squadra              | Comp                 | Pres       | Reti       | Comp            | Pres            | Reti            | Comp               | Pres               | Reti               | Comp        | Pres        | Reti        | Pres   | Reti   |
| -------------------- | -------------------- | -------------------- | ---------- | ---------- | --------------- | --------------- | --------------- | ------------------ | ------------------ | ------------------ | ----------- | ----------- | ----------- | ------ | ------ |
| 2019-gen. 2020       | Padova               | C                    | 17         | 0          | CI+CI-C         | 0+1             | 0               | -                  | -                  | -                  | -           | -           | -           | 18     | 0      |
| gen.-ago. 2020       | Verona               | A                    | 1          | 0          | CI              | -               | -               | -                  | -                  | -                  | -           | -           | -           | 1      | 0      |
| 2020-2021            | Verona               | A                    | 24         | 0          | CI              | 0               | 0               | -                  | -                  | -                  | -           | -           | -           | 24     | 0      |
| Totale Hellas Verona | Totale Hellas Verona | Totale Hellas Verona | 25         | 0          |                 | 0               | 0               |                    | -                  | -                  |             | -           | -           | 25     | 0      |
| 2021-gen. 2022       | Atalanta             | A                    | 6          | 0          | CI              | 0               | 0               | UCL                | 1                  | 0                  | -           | -           | -           | 7      | 0      |
| gen.-giu. 2022       | Cagliari             | A                    | 16         | 0          | CI              | -               | -               | -                  | -                  | -                  | -           | -           | -           | 16     | 0      |
| 2022-2023            | Salernitana          | A                    | 17         | 0          | CI              | 0               | 0               | -                  | -                  | -                  | -           | -           | -           | 17     | 0      |
| 2023-gen. 2024       | Salernitana          | A                    | 13         | 0          | CI              | 2               | 0               | -                  | -                  | -                  | -           | -           | -           | 15     | 0      |
| Totale Salernitana   | Totale Salernitana   | Totale Salernitana   | 30         | 0          |                 | 2               | 0               |                    | -                  | -                  |             | -           | -           | 32     | 0      |
| gen.-giu. 2024       | Torino               | A                    | 13         | 0          | CI              | -               | -               | -                  | -                  | -                  | -           | -           | -           | 13     | 0      |
| 2024-2025            | Sassuolo             | B                    | 20         | 1          | CI              | 1               | 0               | -                  | -                  | -                  | -           | -           | -           | 21     | 1      |
| 2025-2026            | Empoli               | B                    | 0          | 0          | CI              | -               | -               |                    | -                  | -                  |             | -           | -           | 0      | 0      |
| Totale carriera      | Totale carriera      | Totale carriera      | 127        | 1          |                 | 4               | 0               |                    | 1                  | 0                  |             | -           | -           | 132    | 1      |

### Cronologia presenze e reti in nazionale
| Cronologia completa delle presenze e delle reti in nazionale ― Italia under 21 | Cronologia completa delle presenze e delle reti in nazionale ― Italia under 21 | Cronologia completa delle presenze e delle reti in nazionale ― Italia under 21 | Cronologia completa delle presenze e delle reti in nazionale ― Italia under 21 | Cronologia completa delle presenze e delle reti in nazionale ― Italia under 21 | Cronologia completa delle presenze e delle reti in nazionale ― Italia under 21 | Cronologia completa delle presenze e delle reti in nazionale ― Italia under 21 | Cronologia completa delle presenze e delle reti in nazionale ― Italia under 21 |
| Data                                                                           | Città                                                                          | In casa                                                                        | Risultato                                                                      | Ospiti                                                                         | Competizione                                                                   | Reti                                                                           | Note                                                                           |
| ------------------------------------------------------------------------------ | ------------------------------------------------------------------------------ | ------------------------------------------------------------------------------ | ------------------------------------------------------------------------------ | ------------------------------------------------------------------------------ | ------------------------------------------------------------------------------ | ------------------------------------------------------------------------------ | ------------------------------------------------------------------------------ |
| 12-11-2020                                                                     | Reykjavík                                                                      | Islanda under 21                                                               | 1 – 2                                                                          | Italia under 21                                                                | Qual. Europeo Under-21 2021                                                    | -                                                                              | 72’                                                                            |
| 27-3-2021                                                                      | Maribor                                                                        | Spagna under 21                                                                | 0 – 0                                                                          | Italia under 21                                                                | Europeo Under-21 2021 - 1º turno                                               | -                                                                              |                                                                                |
| 30-3-2021                                                                      | Maribor                                                                        | Italia under 21                                                                | 4 – 0                                                                          | Slovenia under 21                                                              | Europeo Under-21 2021 - 1º turno                                               | -                                                                              | 53’                                                                            |
| 31-5-2021                                                                      | Lubiana                                                                        | Portogallo under 21                                                            | 5 – 3 dts                                                                      | Italia under 21                                                                | Europeo Under-21 2021 - Quarti di finale                                       | -                                                                              | 85’, 90+1’                                                                     |
| 7-9-2021                                                                       | Vicenza                                                                        | Italia under 21                                                                | 1 – 0                                                                          | Montenegro under 21                                                            | Qual. Europeo Under-21 2023                                                    | -                                                                              |                                                                                |
| 8-10-2021                                                                      | Zenica                                                                         | Bosnia ed Erzegovina under 21                                                  | 1 – 2                                                                          | Italia under 21                                                                | Qual. Europeo Under-21 2023                                                    | -                                                                              |                                                                                |
| 12-10-2021                                                                     | Monza                                                                          | Italia under 21                                                                | 1 – 1                                                                          | Svezia under 21                                                                | Qual. Europeo Under-21 2023                                                    | -                                                                              |                                                                                |
| 12-11-2021                                                                     | Dublino                                                                        | Irlanda under 21                                                               | 0 – 2                                                                          | Italia under 21                                                                | Qual. Europeo Under-21 2023                                                    | -                                                                              | 34’                                                                            |
| 25-3-2022                                                                      | Podgorica                                                                      | Montenegro under 21                                                            | 1 – 1                                                                          | Italia under 21                                                                | Qual. Europeo Under-21 2023                                                    | -                                                                              |                                                                                |
| 29-3-2022                                                                      | Trieste                                                                        | Italia under 21                                                                | 1 – 0                                                                          | Bosnia ed Erzegovina under 21                                                  | Qual. Europeo Under-21 2023                                                    | -                                                                              |                                                                                |
| 6-6-2022                                                                       | Differdange                                                                    | Lussemburgo under 21                                                           | 0 – 3                                                                          | Italia under 21                                                                | Qual. Europeo Under-21 2023                                                    | -                                                                              |                                                                                |
| 9-6-2022                                                                       | Helsingborg                                                                    | Svezia under 21                                                                | 1 – 1                                                                          | Italia under 21                                                                | Qual. Europeo Under-21 2023                                                    | -                                                                              | 20’                                                                            |
| 27-3-2023                                                                      | Reggio Calabria                                                                | Italia under 21                                                                | 3 – 1                                                                          | Ucraina under 21                                                               | Amichevole                                                                     | 1                                                                              |                                                                                |
| 25-6-2023                                                                      | Cluj-Napoca                                                                    | Svizzera under 21                                                              | 2 – 3                                                                          | Italia under 21                                                                | Europeo Under-21 2023 - 1º turno                                               | -                                                                              | 71’                                                                            |
| 28-6-2023                                                                      | Cluj-Napoca                                                                    | Italia under 21                                                                | 0 – 1                                                                          | Norvegia under 21                                                              | Europeo Under-21 2023 - 1º turno                                               | -                                                                              |                                                                                |
| Totale                                                                         |                                                                                | Presenze                                                                       | 15                                                                             |                                                                                | Reti                                                                           | 1                                                                              |                                                                                |

## Palmarès
- Campionato italiano di Serie B: 1

Sassuolo: 2024-2025